# Klütz
Klütz é uma cidade da Alemanha localizada no distrito de Nordwestmecklenburg, estado de Mecklemburgo-Pomerânia Ocidental.
É mebro e sede do Amt de Klützer Winkel.